# 土屋数直
土屋 数直（つちや かずなお）は、江戸時代前期の大名。常陸土浦藩の初代藩主。江戸幕府の若年寄・老中である。

## 生涯
慶長13年（1608年）、上総久留里藩の初代藩主・土屋忠直の次男として生まれる。家督は兄の利直が継承、数直は元和2年（1616年）に2代将軍徳川秀忠に拝謁し、元和5年（1619年）から秀忠の命令で徳川家光に仕えた。元和8年（1622年）に家光の近習に任じられる。
寛永元年（1624年）に500俵取りに任じられ、12月28日に従五位下・大和守に叙任される。寛永5年（1628年）に上総に200石を与えられる。寛永9年（1632年）に進物番に任じられ、寛永10年（1633年）2月7日に常陸で200石を与えられる。寛永18年（1641年）7月5日に書院番組頭に任じられ、後に駿府城番となる。
慶安元年（1648年）10月27日に小姓組番頭に任じられる。慶安4年（1651年）11月21日に1000俵を加増される。承応2年（1653年）9月18日に久世広之・牧野親成と共に4代将軍徳川家綱の御側に任じられ、明暦2年（1656年）12月21日に2000俵取りに加増される。明暦3年（1657年）12月25日に常陸宍戸で1300石を加増される。寛文2年（1662年）2月に合計1万石を与えられて若年寄に任じられる。寛文4年（1664年）6月13日に5000石を加増され、寛文5年（1665年）12月23日に老中に任じられ、他の老中と共に文治政治に取り組むことになる。
寛文6年（1666年）7月28日に2万石を加増され、寛文9年（1669年）6月25日に1万石を加増され、合計4万5000石の大名となる。寛文10年（1670年）12月29日に侍従に任官される。翌寛文11年（1671年）に伊達騒動の当事者達を召喚、審問を行った。
数直は山鹿素行を藩邸に招き、林鵞峰と親交を結ぶなどの文化人でもあった。ただし、経済には疎かった。
老中として江戸に在府することが多かったため、藩政は長男の政直に任せている。延宝7年（1679年）4月2日に死去。享年72。跡を政直が継いだ。

## 系譜
父母
- 土屋数直（父）
- 森川氏俊の娘（母）

正室
- 水野忠貞の娘

子女
- 土屋政直（長男）生母は正室
- 水野雅直
- 渡辺進正室
- 稲葉正休正室